# Lindbergia haplocladioides
Lindbergia haplocladioides är en bladmossart som beskrevs av Hugh Neville Dixon 1916. Lindbergia haplocladioides ingår i släktet Lindbergia och familjen Leskeaceae. Inga underarter finns listade i Catalogue of Life.